# Гребля Уед-Мелук
Гребля Уед-Мелук (Oued Melouk) – гідротехнічна споруда на півночі Алжиру.
Греблю спорудили в 2003 році на уеді Руіна (Rouina), який є лівою притокою уеду Челіф в його середній течії, де він тривалий час тече між хребтами Тель-Атласу у західному напрямку перш ніж прорватись через північний з них та досягнути Середземного моря за сім десятків кілометрів на схід від Орану. Водозбірний басейн вище від споруди складає 876 км2, а її головним призначенням є іригація.
В межах проекту долину уеду перекрили земляною греблею із глиняним ядром висотою 51 метр, довжиною 730 метрів та шириною по гребеню 9 метрів. 
Гребля утворила водосховище об’ємом 119,1 млн м3, при нормальному рівні поверхні на позначці 243,4 метра НРМ (під час повені може зростати до 247,1 метра НРМ).